# Черевківський заказник
Черевківський - ботанічний заказник місцевого значення в Україні. Об'єкт природно-заповідного фонду Житомирської області. 
Розташований у межах Коростенського району Житомирської області, між  сс. Білка, Черевки та Старі Велідники.
Площа 228,0 га. Статус надано згідно з рішенням 4 сесії 8 скликання Житомирської обласної ради від 27.05.2021 року №155. Перебуває у віданні ДП «Словечанський лісгосп АПК» (Рокитнянське лісництво, квартали 35 (166 га) та 45 (62 га).
Ландшафтна територія заказника представлена сильно розсіченими ярами та балками, на яких збереглися окремі ділянки, зайняті мішаними та листяними лісами природного походження, а також 50-60 років тому були створені штучні лісові протиерозійні насадження колишньою Норинською ГЛМС. 
Пріоритетами охорони у заказнику є єдина існуюча у Житомирській області популяція зозулиних черевичків звичайних, занесених у Червону книгу України.